# 1920: Велика війна Америки
1920: Велика війна Америки (англ. 1920: America's Great War) — альтернативно-історичний роман професора економіки з Мічигана Роберта Конроя. Вперше він був опублікований як електронна книга Baen Books у листопаді 2013 року. У грудні того ж року з'явилося видання у твердій палітурці, а в березні 2015 року — у м'якій палітурці. У романі зображено вигаданий світ, у якому на початку Першої світової війни Імперська Німеччина стала переможцем та розпочала раптове вторгнення до Сполучених Штатів у 1920 році з Мексики. Ідея книги базується на фактичному плані, який Німеччина запропонувала Мексиці під час війни.

## Сюжет
Пролог роману встановлює точку розбіжності на початку вересня 1914 року, коли в Першій битві на Марні німецька армія перемагає французів і швидко просувається заради захоплення Парижа. Франція капітулює. 300-тисячний британський експедиційний корпус зупиняється німцями на півдорозі до середземноморського порту, звідки Королівський флот міг би його евакуювати. Корпус капітулює. Союзники підписують Прінстонський договір, який завершує війну 1914 року (Перша світова війна за нашою шкалою часу) з перемогою Центральних держав.
Потім роман переносить у літо 1920 року в Сполучених Штатах. Президента США Вудро Вільсона хвалять за те, що він виступив посередником у припиненні європейської війни, і він вирішує балотуватися на третій термін на виборах 1920 року, попри те, що був прикутий до ліжка. Вважаючи, що досягнуто тривалого миру, він запровадив рішучу ізоляціоністську політику та скоротив бюджет армії США. Враження виявляється примарним. Німецький імператор Вільгельм II вважає Сполучені Штати єдиною нацією, яка може загрожувати Німеччині, і готується до війни. Він допомагає революційним силам Венустіано Карранси в поваленні уряду Мексики, яка потім стає союзником Німеччини. План полягає в тому, щоб розпочати спільне німецько-мексиканське раптове вторгнення на південний захід Сполучених Штатів, щоб отримати величезні природні ресурси Америки для Німеччини та повернути території, втрачені Мексикою у ХІХ столітті.
Коли уві сні помирає Вудро Вільсон, а віце-президент США Томас Р. Маршалл подає у відставку, оскільки вважає, що не відповідає президентським повноваженням, присягу президента замість нього складає державний секретар Роберт Ленсінг. Усвідомлюючи загрозу вторгнення, Лансінг відчайдушно мобілізує американську армію на оборону, яка виявляється недостатньою і запізнілою, оскільки німецька армія перетинає мексиканський кордон із Каліфорнією, а мексиканська армія перетинає Ріо-Гранде з Техасом.
Внаслідок скорочень військового бюджету Вільсона армія США була погано підготовлена і оснащена, а тому легко піддавалася нападу. Німецькі диверсанти перерізають життєво важливі залізничні колії та телеграфні лінії і переривають більшість комунікацій між південним заходом та рештою країни. У руки німців потрапляють Сан-Дієго та Лос-Анджелес, а мексиканці спалюють Ларедо та Браунсвіль. Тихоокеанський флот Імператорського флоту Німеччини блокує порти Західного узбережжя, бомбардує прибережні міста та затримує флот ВМС США в затоці Сан-Франциско та Пьюджет-Саунд. Змушені відступати на північ, щоб позбавити пального механізовані армійські частини та блокадний флот противника, американці знищують нафтопереробні заводи Лос-Анджелеського нафтового родовища, що сповільнює вторгнення. Тим часом техаські рейнджери та національна гвардія ведуть жорстоку оборонну окопну війну, яка значно заважає мексиканцям.
Поки армія США в Каліфорнії зміцнює Сан-Франциско, а американська громадськість збирається зібрати більше військ для відсічі загарбникам, коаліція європейських держав, які бажають зменшити вплив Німеччини (у складі Сполученого Королівства, Франції, Іспанії, Португалії, Швеції, та Італія) через Канаду до США таємно переправляють зброю, обладнання та військових радників. З осені 1920 року до зими 1921 року німці повільно просуваються до Сан-Франциско, оскільки запізніла епідемія грипу вбиває майже мільйон людей по всій країні. Американці завдають удару у відповідь, топлячи німецькі вантажні кораблі з підводними човнами та відбиваючи наступ мексиканців після кривавої «Другої битви за Аламо». Переобладнана армія США під командуванням Джона Першинга відкидає мексиканців через кордон. Каррансу вбиває Панчо Вілья, і Мексика занурюється в хаос, поки Альваро Обрегон не бере на себе контроль і просить у Лансінга відновити статус-кво довоєнного періоду. Лансінг погоджується на довоєнні кордони, якщо армія США отримає право проходу через територію Мексики на захід, щоб вона могла відбити в німців Каліфорнію.
Напередодні битви за Сан-Франциско генерала Нолана вбивають німецькі штурмовики, а Айк Ейзенхауера очолює оборону міста. Німецька армія під проводом сина кайзера Вільгельма II, кронпринца Вільгельма, нарешті досягає Сан-Франциско і починає жорстоку облогу. Щоб допомогти сухопутній армії, блокувальні кораблі ВМС Німеччини увійшли в затоку Сан-Франциско. Проте, вони раптово зазнали повітряного бомбардування біпланів Корпусу авіації армії США під керівництвом полковника Біллі Мітчелла, якими керували цивільні волонтери, такі як Амелія Ерхарт. Коли кораблі, що залишилися, тікають із затоки Сан-Франциско, вони вступають у бій «корабель-на-корабель» з іншими лінкорами Тихоокеанського флоту ВМС США, очолюваними лінкорами USS Arizona, USS Pennsylvania та USS Nevada. Битва закінчується в глухий кут, оскільки німецькі лінкори SMS Koenig і SMS Thuringen затоплені, а SMS Bayern сів на мілину, тоді як Nevada затоплена, Arizona викинута на берег, а Pennsylvania сильно пошкоджено.
Підкріплення армії США прибуває до Сан-Франциско саме тоді, коли оборона міста вже подолана, і перш ніж нові масовані штурмові загони німців зможуть взяти місто, несподівана контратака американських військ, які використовують контрабандні британські танки, розбиває їхні військові формування. Німецька армія відступає, а кронпринца Вільгельма вбиває снайпер. Зрештою, сили вторгнення були загнані в кут у затоці Монтерей. Німці зрештою капітулювали.
Тим часом у Росії Лев Троцький очолює другу революцію, яка змусила царя Миколу II втекти до Німеччини. Щоб захопити його, новостворений Радянський Союз розпочинає масове вторгнення до Польщі та Східної Пруссії, які перебували під владою Німеччини. Принижений поразкою в Сполучених Штатах і оплакуючи втрату свого старшого сина, кайзер Вільгельм II йде у відставку. Його другий син, принц Айтель Фрідріх, бере владу і пропонує Сполученим Штатам мир, щоб сконцентрувати сили на боротьбу з Радами. Лансінг погоджується, але змушує Німеччину виплатити репарації. Роман закінчується мирними переговорами, і Лансінг обговорює з Вінстоном Черчіллем можливості для нової зброї, яка використовувалася у війні.